# Saint-Genest-d'Ambière
Saint-Genest-d'Ambière is een gemeente in het Franse departement Vienne (regio Nouvelle-Aquitaine) en telt 1197 inwoners (2004). De plaats maakt deel uit van het arrondissement Châtellerault.

## Geschiedenis
In 1829 werd de plaats Lencloître afgesplitst van Saint-Genest-d'Ambière om een nieuwe gemeente te vormen.

## Geografie
De oppervlakte van Saint-Genest-d'Ambière bedraagt 32,5 km², de bevolkingsdichtheid is 36,8 inwoners per km².
De onderstaande kaart toont de ligging van Saint-Genest-d'Ambière met de belangrijkste infrastructuur en aangrenzende gemeenten.

## Demografie
Onderstaande figuur toont het verloop van het inwonertal (bron: INSEE-tellingen).